# Eva Kail
Eva Kail est une urbaniste. Elle est considérée comme une pionnière de l'urbanisme sensible au genre, une approche de l'urbanisme qui prête attention à la question du genre dans la conception de l'espace public et plus généralement de l'approche intégrée de l'égalité entre les femmes et les hommes (dite gender mainstreaming),.
Elle travaille comme urbaniste pour la ville de Vienne. Elle a été cheffe du bureau des femmes (Frauenbüro) de la municipalité de Vienne.